# Linden Travers
Linden Travers (Houghton-le-Spring, 27 de maio de 1913 – Cornualha, 23 de outubro de 2001), nasceu Florence Lindon Travers, foi uma atriz britânica.

## Filmografia selecionada
- Children of the Fog (1935)
- Wednesday's Luck (1936)
- Double Alibi (1937)
- Jassy (1947)
- Master of Bankdam (1947)
- Quartet (1948)
- No Orchids for Miss Blandish (1948)
- The Bad Lord Byron (1949)
- Christopher Columbus (1949)